# Edificio de la Dirección Nacional de Aduanas (Valparaíso)
El Edificio de la Dirección Nacional de Aduanas es la sede del Servicio Nacional de Aduanas de Chile, ubicado en la esquina de la avenida Errázuriz con la plaza Sotomayor, en el plan de la ciudad de Valparaíso.

## Historia
Fue construido en 1937 por el arquitecto Fernando Silva por encargo de la Superintendencia de Aduanas y Dirección del Litoral, sobre los terrenos ganados al mar durante la construcción del Molo de Abrigo del puerto en 1912, al igual que el edificio de la Estación Puerto.

## Descripción
El edificio, de estilo art déco, cuenta con ventanales de doble altura, un tratamiento de accesos monumentales y un tercer nivel retranqueado. Su torre, en conjunto con la de la Estación Puerto, conforman un umbral de acceso que vincula el puerto con la ciudad y la plaza Sotomayor.